# Resolución 142 del Consejo de Seguridad de las Naciones Unidas
La resolución 142 del Consejo de Seguridad de las Naciones Unidas, adoptada por unanimidad el 7 de julio de 1960, después de examinar la solicitud de la República del Congo (Leopoldville) (actualmente la República Democrática del Congo) para la membresía en las Naciones Unidas, el Consejo recomendó a la Asamblea General que la República del Congo fuese admitida.